# Kunci (Sidareja)
Kunci is een bestuurslaag in het regentschap Cilacap van de provincie Midden-Java, Indonesië. Kunci telt 6357 inwoners (volkstelling 2010).